# Aseret
Aseret (hebr.: עשרת) – moszaw położony w samorządzie regionu Gederot, w Dystrykcie Centralnym, w Izraelu. Jest to stolica administracyjna samorządu.

## Historia
Moszaw został założony w 1954 na ruinach zniszczonej w 1948 arabskiej wioski Bashit.

## Gospodarka
Gospodarka moszawu opiera się na intensywnym rolnictwie.